# Saint-Michel-sur-Orge
Saint-Michel-sur-Orge je južno predmestje Pariza in občina v osrednjem francoskem departmaju Essonne regije Île-de-France. Leta 2012 je naselje imelo 20.188 prebivalcev.

## Geografija
Naselje leži v osrednji Franciji ob reki Orge 10 km zahodno od Évryja in 25 km od središča Pariza.

## Administracija
Saint-Michel-sur-Orge je sedež istoimenskega kantona, del okrožja Palaiseau.